# René Guillemin
René Joseph Guillemin (1898, data de morte desconhecida) foi um ciclista francês que participou dos Jogos Olímpicos de Verão de 1924 em Paris, onde terminou em quarto lugar na perseguição por equipes de 4 km.